# Почётный знак «Слава Матери» (Тверская область)
Почётный знак Тверской области «Слава Матери» — награда Тверской области, учреждённая Постановлением Законодательного собрания Тверской области от 28 декабря 2006 года ЗТО № 141-ЗО.

## Статут
Награждение производится указом Губернатора Тверской области.
Почётный знак Тверской области «Слава Матери» (далее — почётный знак) является формой поощрения многодетной матери за заслуги в воспитании детей, укреплении семьи, за вклад в возрождение лучших семейных традиций и учреждается в целях государственной поддержки семьи и материнства, обеспечения общественного признания и высокого уважения к женщине-матери.
Почётным знаком награждаются многодетные матери, место жительства которых расположено на территории Тверской области, родившие и воспитывающие (воспитавшие) пять и более детей. Награждение почётным знаком производится по достижении пятым ребенком возраста одного года.
При представлении к почётному знаку учитывается добросовестное отношение многодетной матери к воспитанию своих детей.
Лицу, награждённому Почётным знаком Тверской области «Слава Матери», вручается нагрудный знак, грамота и удостоверение к нему.
Нагрудный знак «Слава Матери» носится на левой стороне груди и при наличии государственных наград Российской Федерации и (или) СССР располагается ниже их.
Лицам, награждённым почётным знаком, устанавливается пожизненная ежемесячная выплата в порядке, определенном законом Тверской области.

## Описание нагрудного знака

Реверс награды

Нагрудный знак «Слава Матери» изготовляется из серебра 925-й пробы, покрытого золотистым напылением, и имеет форму правильного круга диаметром 30 мм.
На лицевой стороне вверху по окружности, высотой текста 3 мм, надпись «СЛАВА МАТЕРИ». В центре нанесён гербовый щит Тверской области с расходящимися от него во все стороны лучами. Внизу венчающие щит два скрещенных колоса. Лицевая сторона знака окаймлена бортиком.
На оборотной стороне вверху по окружности, высотой текста 2,5 мм, надпись «ТВЕРСКАЯ ОБЛАСТЬ», в центре рельефная карта Тверской области с границами районов, от карты во все стороны расходятся лучи. Снизу под картой порядковый номер. Оборотная сторона знака окаймлена бортиком.
Все надписи и изображения на знаке выпуклые.
Нагрудный знак при помощи ушка и кольца соединяется с треугольной колодкой, обтянутой шелковой муаровой лентой шириной 24 мм с тремя вертикальными полосами, символизирующими цвета флага Тверской области: посередине — красной шириной 14 мм, справа и слева от неё — золотистой шириной по 5 мм каждая. Вверху колодки располагается брошь в виде украшенной пятью фианитами лавровой ветви.
Колодка имеет на оборотной стороне булавку для прикрепления нагрудного знака к одежде.
Общий размер знака 65 X 40 мм.

## Статистика
В течение первых двух лет с момента начала награждения почётным знаком Тверской области «Слава Матери» его обладателями стали 143 многодетные матери.
По состоянию на 24 Ноября 2011 года в Тверской области почётным знаком «Слава Матери» награждено 808 женщин.

## Инциденты

### Инцидент с ООО «Сибирский ювелирный завод „Атолл“»
6 декабря 2012 года Министерство имущественных и земельных отношений Тверской области объявило тендер «Изготовление почётного знака Тверской области „Слава Матери“ (в футляре)» на производство 100 экземпляров данного знака. Начальная (максимальная) цена лота — 395000 рублей. Заявки на участие в данном тендере подали четыре фирмы: общество с ограниченной ответственностью «Сибирский ювелирный завод „Атолл“» из Новосибирска, московское ювелирное объединение «Алмазная Долина», тверская компания «Соломун» и «Кузбасская ювелирная фабрика „Золотое руно“» из города Кемерово. Победителем на состоявшемся 17 января 2013 года аукционе был признан «Сибирский ювелирный завод „Атолл“», согласившийся выполнить заказ за 257500 рублей; другие фирмы просили за выполнение заказа 359000, 375000 и 380000 рублей соответственно.
Через несколько дней после аукциона руководство «Сибирского ювелирного завода „Атолл“» заявило об отказе выполнять заказ на изготовление почётного знака Тверской области «Слава Матери». Официально озвученная менеджером отдела корпоративной символики «Сибирского ювелирного завода „Атолл“» Дмитрия Гореликова причина отказа: «Наш завод решил что, на данный момент выполнение заказа невозможно. Загрузка мощностей такова, что мы просто не успеваем его выполнить.». После отказа выигравшего тендер предприятия выполнить заказ Правительство Тверской области направило в Тверское Управление Федеральной антимонопольной службы обращение о включении сведений об Обществе с ограниченной ответственностью «Сибирский ювелирный завод „Атолл“» в реестр недобросовестных поставщиков. 21 февраля 2013 года Комиссия Тверского Управления Федеральной антимонопольной службы приняла решение о внесении сведений об ООО «Сибирский ювелирный завод „Атолл“» в реестр недобросовестных поставщиков на два года.

### Случай отказа в награждении
В октябре 2014 года проживающая в Старицком районе мать шестерых детей Р. С. Яротханова обратилась по вопросу награждения её почётным знаком Тверской области «Слава Матери» в Территориальный отдел социальной защиты населения (ТОСЗН) Старицкого района, правомочный решать вопросы ходатайства о награждении данным почётным знаком. 21 ноября 2014 года, комиссия ТОСЗН Старицкого района, рассмотрев предоставленный Яротхановой пакет необходимых для решения вопроса о награждении женщины почётным знаком Тверской области «Слава Матери» документов, приняла решение об отказе в ходатайстве о её награждении соответствующим почётным знаком. Основанием для отказа послужила справка УМВД РФ по Тверской области о привлечении мужа Р. С. Яротхановой к уголовной ответственности. При этом судимость у мужчины к тому моменту уже была погашена. Получив отказ от ТОСЗН, Яротханова Р. С. обратилась в Старицкий районный суд Тверской области с заявлением о признании незаконным решения ТОСЗН Старицкого района об отказе в ходатайстве о её награждении почётным знаком. 9 февраля 2015 года Старицкий районный суд признал, что наличие у мужа Яротхановой Р. С. погашенной судимости является основанием для отказа в награждении её почётным знаком Тверской области «Слава Матери».[значимость факта?]